# Dooling
Dooling – miasto w Stanach Zjednoczonych, w stanie Georgia, w hrabstwie Dooly.

## Demografia
W roku 2000 miasto zamieszkiwały 163 osoby, a gęstość zaludnienia wynosiła 135,8 osoby/km². W roku 2023 liczba mieszkańców spadła do zaledwie 64 osób, a gęstość zaludnienia poniżej 54 osób/km². Na przestrzeni niespełna ćwierćwiecza zaludnienie Dooling zmniejszyło się prawie o ⅔ (spadek o 60,7%). Jednocześnie jest to jedna z najmniejszych miejscowości całego stanu Georgia.